# Гаррисон, Уильям Ллойд
Уи́льям Ллойд Га́ррисон (англ. William Lloyd Garrison; 12 декабря 1805 — 24 мая 1879) — американский аболиционист, основатель «Американского антирабовладельческого общества», секретарь «Общества непротивления» в Новой Англии, публицист и поэт.

## Ранние годы
Уильям Гаррисон родился 12 декабря 1805 г. в Ньюберипорте (Массачусетс) в бедной англо-ирландской семье. Отец его был моряком. Формального школьного образования он не получил. В 13 лет поступил учеником в типографию, где изучил ремесло наборщика и печатника. В 20 лет стал редактором газеты «Фри пресс», в которой публиковались первые стихи Дж. Г. Уиттьера. Некоторое время Гаррисон редактировал газету, пропагандировавшую трезвость.

## Аболиционизм
Под влиянием квакера Бенджамина Ланди, издававшего в Балтиморе (Мэриленд) антирабовладельческую газету «Дух всеобщего освобождения», включился в активную борьбу за отмену рабства. Гаррисон стал соредактором этой газеты, вел в ней рубрику «Черный список», посвященную жертвам рабства: убитым, изувеченным, похищенным. В 1830 г. за одну из публикаций о жизни работорговца Гаррисон был отправлен на семь недель в тюрьму.
В 1832 г. он основал Новоанглийское (позже Массачусетское) аболиционистское общество, в 1833 г. участвовал в учреждении «Американского общества борьбы с рабством» в Филадельфии и составил его программу. В том же году он совершил поездку в Великобританию, чтобы установить связи с британскими единомышленниками. Гаррисон разделял представления о том, что женщинам должны быть предоставлены равные с мужчинами права и поддерживал женское движение. В свою очередь, многие феминистки присоединились к основанному им обществу борьбы с рабством. В 1850 году Гаррисон в частном порядке издал под названием «Повествование Сожурны Трут: Северный раб» книгу воспоминаний, которые надиктовала известная аболиционистка и борец за права женщин Сожурна Трут.

## Ненасилие и борьба
С 1831 по 1865 г. Гаррисон издавал в Бостоне еженедельную газету «Либерейтор» («Освободитель»), ставшую основной трибуной аболиционистского движения. Насилию физическому, царившему на Юге, Гаррисон противопоставил «насилие словом» — воинствующий стиль своей «моральной пропаганды»: «Я не желаю думать, говорить или писать о рабстве в умеренных выражениях. Нет и еще раз нет! Разве можно советовать человеку, чей дом горит, спокойно бить тревогу или уговаривать мать, чей ребенок остался в огне, не торопясь спасать его?.. Равным же образом бесполезно склонять меня к умеренности в таком вопросе, как этот».
Гневное обличение, страстная проповедь в духе ветхозаветных пророков должны были разбудить совесть нации, преодолеть равнодушие и предрассудки. Выступления Гаррисона неизменно вызывали ярость рабовладельцев и их сторонников на Севере. Власти штата Джорджия предлагали 5000 долларов за его арест и заключение под стражу. В 1835 г. после совместного выступления У. Л. Гаррисона и британского аболициониста Дж. Томпсона они едва не подверглись линчеванию. Жизнь Гаррисона спасло лишь то, что мэр Бостона заключил его в тюрьму, а затем выслал из города.
Но он был настоящим подвижником: ни клевета, ни угрозы, ни преследования не могли заставить его замолчать. Голос «бостонского Иеремии» всколыхнул общественное мнение. Он заставил многих северян изменить своё отношение к рабству. Этому способствовали не только его публикации в «Либерейторе», но и страстные выступления на собраниях аболиционистов в разных городах страны. Одной из самых известных была его речь в Филадельфии в мае 1838 г., в которой он провозгласил: «Нам нужно моральное землетрясение!»
С 1838 г. Гаррисон — секретарь «Общества Непротивления Новой Англии». В составленной им «Декларации чувств» он призывал сопротивляться злу средствами, исключавшими насилие. Он сформулировал принципы гражданского неповиновения, продолжавшие традиции христианского анархизма квакеров и перфекционистов: отказать в поддержке неправедной власти значило не голосовать, не занимать государственных должностей, не обращаться в суд, не нести воинской повинности. Конституцию США, признавшую рабство, он объявил несовместимой с врожденными правами человека и назвал «договором со смертью и соглашением с адом». В 1854 году своем выступлении в городке Фреймингхем (Массачусетс) по случаю Дня независимости он осудил принятый Конгрессом закон о беглых рабах и Конституцию США и предал тексты этих документов публичному сожжению.
В 1834 г. был напечатан сборник «Сонаты и другие стихотворения».
В 1852 г. были вышли его избранные произведения под заглавием «Selections».
Не все аболиционисты разделяли радикализм Гаррисона, не все были противниками участия в политической борьбе. Многим не нравилось его резко критическое отношение к церквям за их отказ осудить рабство. В рабочей печати он подвергался критике за то, что не замечал «белого рабства» на Севере, выступал против профсоюзов. Все это оттолкнуло от него многих сторонников, таких как Ф. Дугласс, В. Филлипс и других, и привело к расколу аболиционистского движения.

## Последние годы жизни
Перед самой Гражданской войной Гаррисон, пересмотрел своё отношение к насилию и поддержал Авраама Линкольна. После Гражданской войны он вновь отошел от политической деятельности: отверг предложение стать сенатором, но участвовал во многих дебатах и поддерживал проекты реформ, направленных на получение женщинами и чернокожими равных со всеми остальными гражданских прав. Ездил по стране с лекциями, публиковал статьи в журналах, участвовал в американской Ассоциации за избирательные права для женщин и в трезвенническом движении.
В 1877 г. он еще раз посетил Великобританию, где встретился с Дж. Томпсоном и другими ветеранами аболиционистского движения.
Умер Гаррисон 24 мая 1879 г. в Нью-Йорке.

## Л. Н. Толстой о У. Л. Гаррисоне
Л. Н. Толстой высоко ценил У. Л. Гаррисона как теоретика и практика ненасильственной борьбы. Он называл его «одним из величайших людей», «который не понят и не оценен в полной мере и который был и есть не только борец против рабства в Америке, но и великий пророк человечества». «Гаррисон как человек просвещенный светом христианства, начав с практической цели — борьбы с рабством, — очень скоро понял, что причина рабства не случайное, временное завладение южанами несколькими миллионами негров, но давнишнее и всеобщее, противное христианскому учению признание права насилия одних людей над другими.»
Толстой включил перевод «Декларации чувств» в свой трактат «Царство Божие внутри вас…» и сборник «Круг чтения», а также написал предисловие к краткой биографии У. Л. Гаррисона, составленной В. Г. Чертковым.